# 1.ª División de Marines
La 1.ª División de Marines (del inglés: 1st Marine Division), es una división del Cuerpo de Marines de los Estados Unidos, con sede en Camp Pendleton, California. Se trata de una unidad subordinada a la I Fuerza Expedicionaria de Marines (I MEF).
Es la división más antigua y más grande en servicio activo en el Cuerpo de Marines de Estados Unidos, representa una fuerza de combate de más de 22 000 hombres y mujeres. Hoy en día es una de las tres divisiones en servicio activo en el Cuerpo de Marines, proporciona el elemento de combate terrestre de la (I MEF) y tiene su sede en Camp Pendleton, California.

## Misión
La división se emplea como elemento de combate terrestre (CME) de la I Fuerza Expedicionaria de los Marines, proporciona fuerzas para las operaciones de asalto anfibio, la capacidad de entrada por la fuerza a la fuerza expedicionaria naval (NEF) y lleva a cabo las operaciones subsiguientes en tierra en cualquier entorno operativo.

## Organización

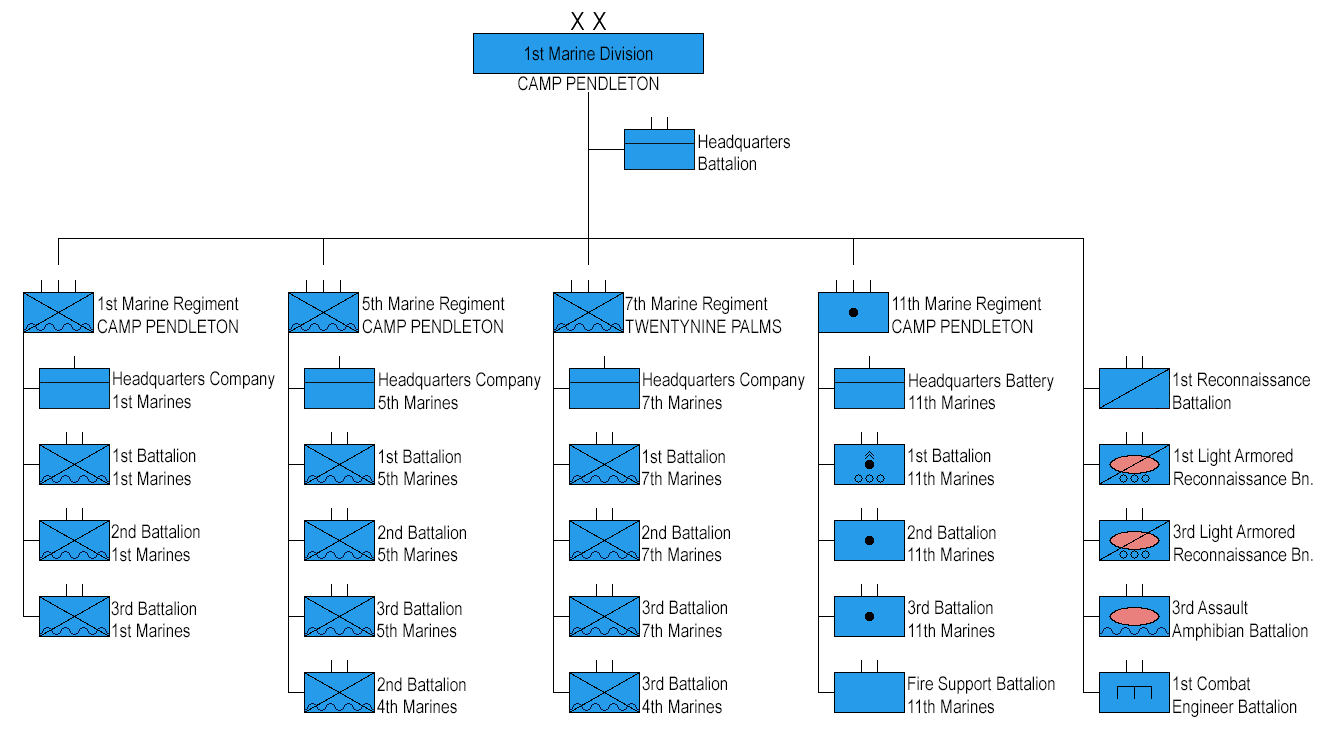
Estructura de la 1.ª División de Marines

La 1.ª División de Marines está organizada en torno a cuatro regimientos;
- 1.er Regimiento de Marines.
- 5.º Regimiento de Marines.
- 7.º Regimiento de Marines.
- 11.º Regimiento de Marines.

Una serie de unidades especializadas más pequeñas no se encuadran en un regimiento específico, pero dependen directamente del comandante de la división. Entre estas unidades está el 1.er Batallón de Ingenieros de Combate, el 1.er Batallón de Reconocimiento Blindado Ligero, el 1.er Batallón de Reconocimiento, el 1.er Batallón de Tanques, el 3.er Batallón de Asalto Anfibio, y el 3.er Batallón de Reconocimiento Blindado Ligero.

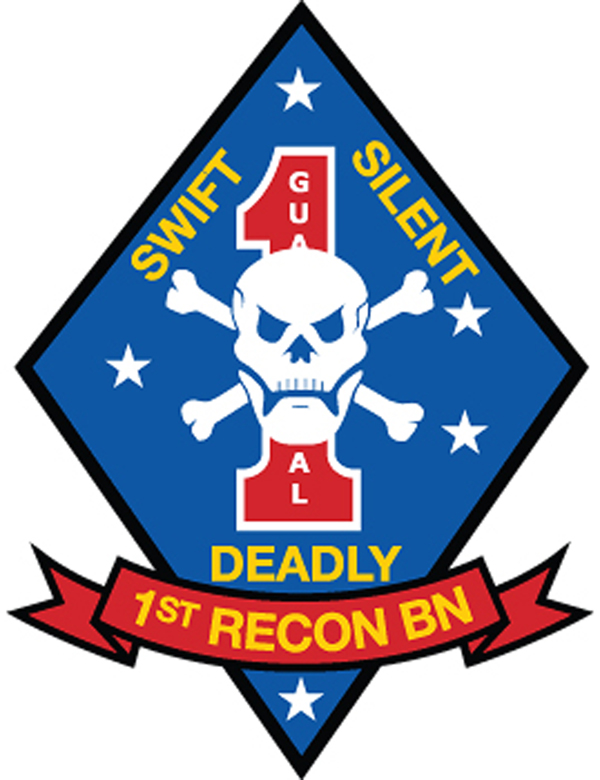
Emblema del Batallón de Reconocimiento.

## Historia
Antes de formarse la 1.ª División ya existían los regimientos que hoy la componen. El 1.er Regimiento se formó en la bahía de Guantánamo, Cuba
el 8 de marzo de 1911. El 5.º Regimiento  se creó en Veracruz, México el 13 de julio de 1914, y participó en diversas batallas de la Primera Guerra Mundial, como las de, el bosque de Belleau, Chateau-Thierry, y Saint-Mihiel. El 7 de agosto de 1917, el 7.º Regimiento se formó en Filadelfia, Pensilvania, y pasó la Primera Guerra Mundial en Cuba y se disolvió después de la guerra. El 11.º Regimiento se formó en enero de 1918 en Quantico, Virginia, como un regimiento de artillería ligera. El regimiento fue enviado a Francia como una unidad de infantería, proporcionando una compañía de ametralladoras y una compañía de guardia. Se disolvió y reactivó dos veces entre las dos guerras mundiales, el regimiento fue reformado en 1940 como una unidad completa de artillería de pleno derecho.

### Segunda Guerra Mundial

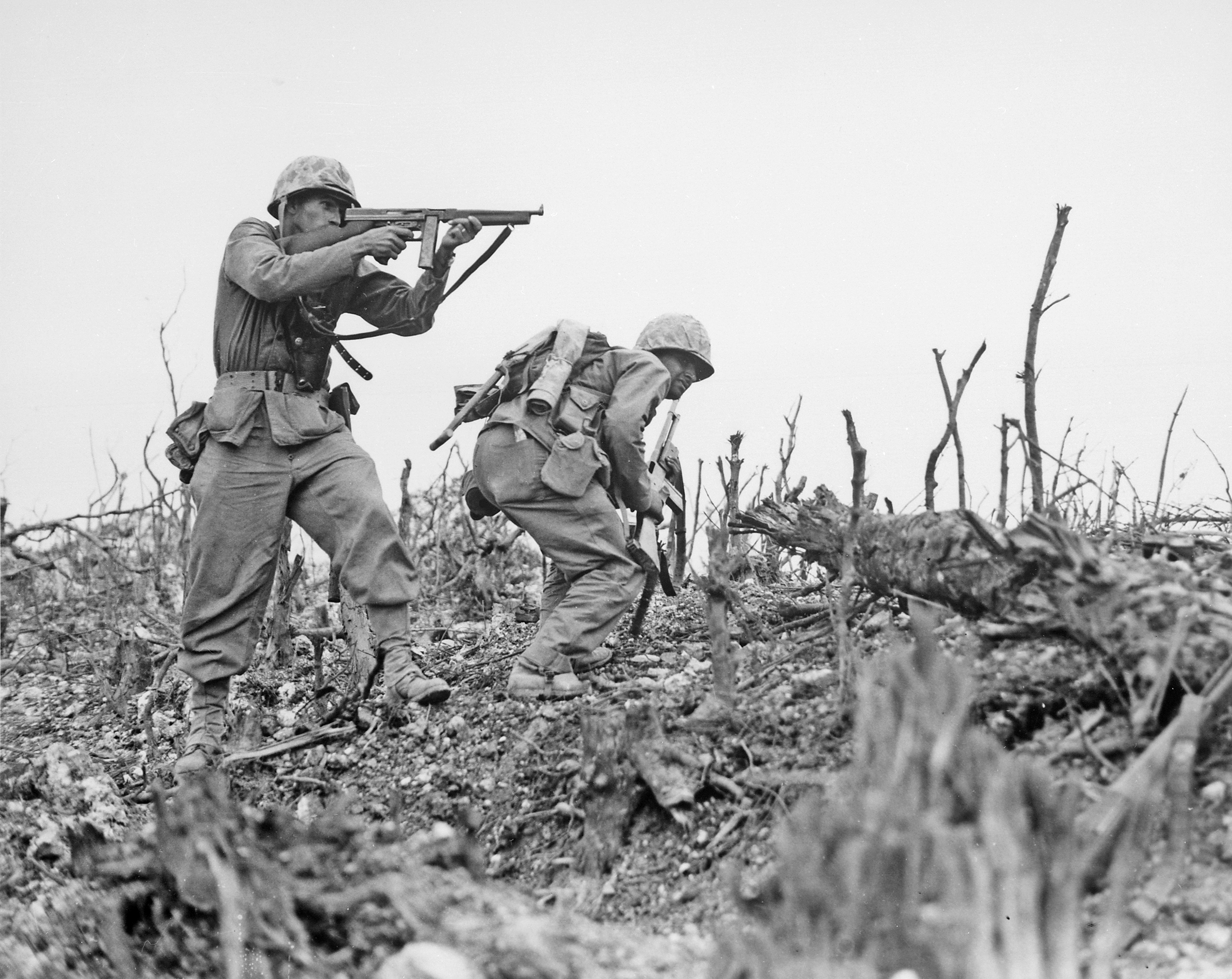
Marines de la 1.ª División en Okinawa.

La  1.ª División fue activada a bordo del USS Texas (BB-35) el 1 de febrero de 1941. Diversas unidades de la división fueron desperdigadas por todo el Pacífico. El 1.er Regimiento fue transportado hacia Nueva Zelanda en tres barcos del United States Army Transport (USAT), el Ericsson, el Barnett y el Elliott, desembarcando en la Naval Reserve Air Base Oakland. El 7.º Regimiento se encontraba en la guarnición británica de Samoa. El 5.º Regimiento estaba acampado en Wellington, Nueva Zelanda, después de haber desembarcado del USAT Wakefield, y el 1.er Regimiento tenía prevista su llegada a Nueva Zelanda el 11 de julio. El 1.er Batallón Raider fue enviado a Nueva Caledonia y el 3.er Batallón de Defensa se encontraba en Pearl Harbor. Todos los regimientos de la división, incluidos el 11.º Regimiento de Artillería y el 10.º Regimiento se reunieron en Fiyi. Debido a un cambio de órdenes y a la escasez de buques de carga, todos sus camiones de 2,5 t, y los obuses M1918 de 155 mm, así como parte del equipo de dirección de tiro de las baterías se tuvo que dejar en Wellington. Otra de las causas fue la huelga de los trabajadores portuarios. Tras once días de caos, 16 000 marines partieron de Wellington, en ochenta y nueve buques, hacia las Islas Salomón. Llevaban consigo una carga de combate para 60 días, sin tiendas de campaña, ropa de limpia ni sacos de dormir. Tampoco tenían repelente de insectos ni mosquiteras.
El 1.er Batallón de Paracaidistas, que había sido asignado a la división, y el resto de regimientos, realizaron unas maniobras desde el 28 al 30 de julio en la isla de Koro, maniobras que según el general Vandergrift fueron un desastre.
El 31 de julio 1.ª División fue puesta bajo el mando del vicealmirante Frank J. Flecher comandante de la Task Force 61. La división luchó en la batalla de Guadalcanal hasta que fue relevada el 9 de diciembre por la 23.ª División de Infantería comandada por el general Alexander Patch. Fue en esta batalla donde la división consiguió la primera de las tres Presidential Unit Citations de la Segunda Guerra Mundial. La campaña costó a la división 650 muertos en combate, 1278 heridos en acción, más de 8500 contrajeron la malaria y 31 se dieron por desaparecidos.
Después de la Batalla de Guadalcanal, los marines fueron enviados a Melbourne, Australia. Durante su estancia en Australia la división tomó la tradicional canción folklórica australiana Waltzing Matilda como su himno de batalla.
La división entraría de nuevo en acción durante la Operación Cartwheel que era el nombre en clave para las campañas en el Este de Nueva Guinea y Nueva Bretaña. Combatieron en la  batalla del Cabo Gloucester el 26 de diciembre de 1943 y lucharon en Nueva Bretaña hasta febrero de 1944, en lugares tales como Suicide Creek y Ajar Rider.
Durante el curso de la batalla la división tuvo 310 muertos y 1083 heridos. Al finalizar la batalla fueron enviados a Pavuvu en las Islas Russell para descansar y reabastecerse.
La siguiente  batalla de la 1.ª División sería la más sangrienta, la batalla de Peleliu. Desembarcaron el 15 de septiembre de 1944 como parte de la III Fuerza Expedicionaria de Marines.
El comandante general de la división, el general William H. Rupertus había predicho que la lucha sería:... difícil, pero corta. Va a ser de tres o cuatro días, una lucha como Tarawa. Duro pero rápido. Entonces, podremos ir de nuevo a un área de descanso., Haciendo una burla de la predicción, la primera semana de la batalla costó la división 3946 hombres, tiempo durante el cual se aseguró el aeródromo y otros lugares clave. La división luchó en Peleliu durante unos meses antes de ser relevada. Algunos de los combates más intensos de toda la guerra se llevaron a cabo en lugares como Bloody Nose Ridge y los arrecifes centrales de la isla que componen el Umurbrogol Pocket. El mes de lucha contra la 14.ª División del Ejército Imperial Japonés en Peleliu costó a la 1.ª División 1252 muertos y 5274 heridos.
La última campaña de la Segunda Guerra Mundial en la que participó la división sería la batalla de Okinawa. La importancia estratégica de Okinawa era que proporcionaba un lugar donde poder fondear la flota, zonas de descanso para las tropas, y campos de aviación en las proximidades de Japón. La división desembarcó  el 1 de abril de 1945, como parte de la III Fuerza Expedicionaria de Marines. Su misión inicial fue, junto con la 6.ª División de Marines, conquistar la mitad norte de la isla, cosa que hicieron con gran rapidez. El XXIV Cuerpo de Ejército estadounidense se encontró mucha más resistencia en el sur. A finales de abril la división se desplazó hacia el sur donde relevó a la 27.ª División de Infantería del Ejército de los Estados Unidos. La división combatió en Okinawa hasta el 21 de junio de 1945, cuando la isla fue declarada segura. La 1.ª División luchó contra el 32.º Ejército japonés en lugares como Dakeshi Ridge, Wana Ridge, Sugarloaf Hill y Castillo Shuri. La lucha costó a la división 1655 muertos en acción.
Tras la rendición de Japón, la división fue enviada al norte de China como el elemento principal del III Fuerza Expedicionaria de Marines. Su misión principal fue la repatriación de los cientos de miles de soldados japoneses y civiles que aún residían en esa parte de China.
Desembarcaron en Taku el 30 de septiembre de 1945 y tuvieron su base en la provincia de Hopehen, en las ciudades de Tianjin y Pekín, mientras se estaba llevando a cabo la guerra civil china entre el Kuomintang y el Partido Comunista de China.
La mayoría de los marines estuvieron encargados de la custodia de los  suministros. Durante este tiempo combatieron  a  los soldados del Ejército Popular de Liberación que veían los ferrocarriles y otras infraestructuras como objetivos atractivos para sus ataques. En el verano de 1946 la división estaba sufriendo los efectos de la desmovilización y su eficacia en el combate había caído por debajo de las normas de tiempos de guerra, sin embargo, sus compromisos de China se mantuvieron.
Cuando se hizo cada vez más evidente que estaba próximo un colapso total de las negociaciones de tregua entre las facciones de China, se trazaron planes para la retirada de todas las unidades de los marines de Hopeh.
Los últimos elementos de la división finalmente salieron  de China el 1 de septiembre de 1947.

### Guerra de Corea

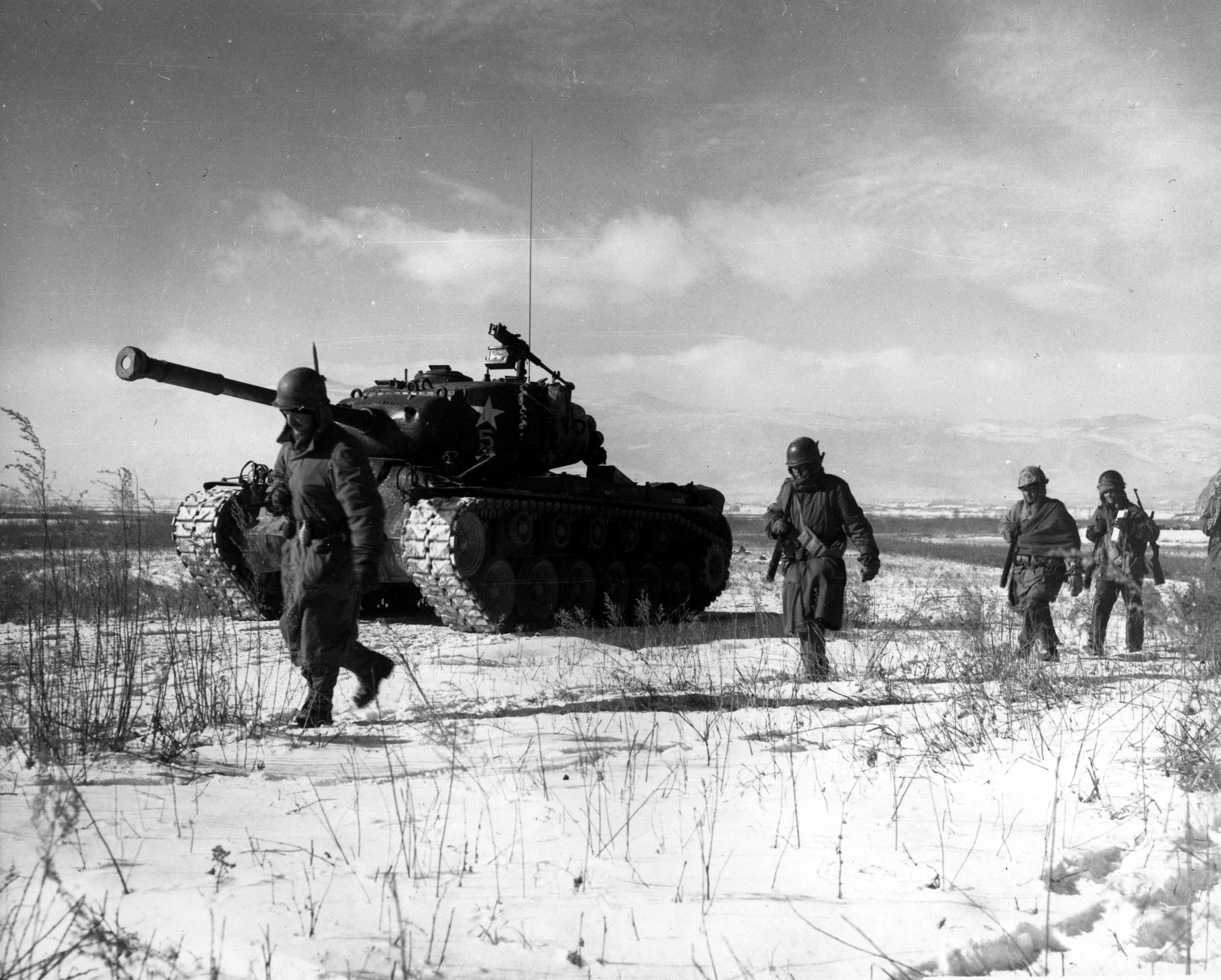
Marines de la 1.ª División en la batalla del embalse de Chosin.

Tras el final de la Segunda Guerra Mundial y con el inicio de la posguerra, en 1950 la división se encontraba bajo mínimos. La división participa en el Desembarco de Inchon bajo las órdenes del general MacArthur. «La Vieja Raza» fue la unidad elegida para dirigir el desembarco el 15 de septiembre de 1950. En Inchon, la división se enfrentó a uno de sus desafíos más difíciles, el despliegue con tanta prisa, que aún no contaba con un tercer regimiento de infantería y ordenó la ejecución de un asalto anfibio en una ciudad del tamaño de Omaha en las peores condiciones a que se habían enfrentado. Después del desembarco se trasladó al norte y tras intensos combates en Seúl, liberaron la ciudad. Después de la liberación de Seúl, la división embarcó y fue llevada a la parte oriental de la península de Corea y desembarcó en Wŏnsan.
Como parte del X Cuerpo de Ejército al mando del mayor general Edward Almond, a la división se le ordenó avanzar hacia el norte, hacia el río Yalu (Amnok en coreano), tan rápido como le fuera posible. El entonces comandante de la división, el mayor general Oliver P. Smith, no estaba de acuerdo con sus superiores y estaba convencido de que el ejército chino entraría en la guerra. La 1.ª División fue atacada por siete divisiones del ejército chino el 27 de noviembre de 1950. Los marines que lucharon en la batalla del embalse de Chosin sufrieron más de 900 muertos y desaparecidos, más de 3500 heridos en acción y más de 6500 bajas, en su mayoría por congelación. El ejército chino sufrió un número estimado de 37 500 víctimas tratando de parar el avance de los marines. A partir de principios de 1951 la división participó en varias ofensivas de las Naciones Unidas (ONU) en el este-centro de Corea. Esto fue seguido por la defensa contra la ofensiva de primavera de China, compuesta por más de 500 000 soldados. En junio de 1951 la 1.ª División había avanzado hacia el norte y asegurado el terreno alrededor de la Punchbowl, para más tarde proteger una línea de defensa de 11 millas de largo.
A mediados de marzo de 1952, los marines se unieron al Octavo Ejército estadounidense, en la Operación Mixmaster. La operación fue un despliegue masivo de fuerzas de la ONU destinado a añadir más unidades al Ejército de la República de Corea en la línea principal de resistencia (MLR). A la 1.ª División se le asignó el extremo oeste de la línea de las Naciones Unidas, unas 35 millas, que abarcaba el corredor de Pionyang a Seúl. En los primeros meses de 1953, en lo que se llamaría la «Guerra del Fortín», los combates consistieron  en pequeñas acciones localizadas. Esto cambió en marzo de 1953, cuando los chinos lanzaron una ofensiva masiva contra la línea de las Naciones Unidas. Los intensos combates continuaron hasta que la tregua negociada entró en vigor el 27 de julio de 1953.  Durante la guerra de Corea, las bajas en combate de la división fueron 4004 muertos y 25 864 heridos.

### Guerra de Vietnam
En 1965, el 7.º Regimiento participó en las operaciones Starlite y Piranha, el primer gran compromiso para las tropas terrestres estadounidenses en Vietnam del Sur. En marzo de 1966 la 1.ª División estableció su sede en Chu Lai y tenía su zona de operación al sur de las provincias de Quang Tin y Quang Ngai.
Entre marzo y octubre de 1966 y mayo de 1967, la División participó en 44 operaciones. Durante la Ofensiva del Tet de 1968, la División estuvo involucrada en combates con el Vietcong y con elementos del Ejército de Vietnam del Norte. La división recibió su 7.ª Presidential Unit Citation por los servicios prestados entre el 29 de marzo de 1966, y el 15 de septiembre de 1967. Y la 8.ª por el periodo del 16 de septiembre de 1967 a 31 de octubre de 1968.
Después de seis duros años de combate, la 1.ª División regresó a Camp Pendleton, en 1971.
En 1975, la División apoyó la evacuación de Saigón, suministrando  alimentos y refugio temporal en Camp Pendleton para los refugiados vietnamitas que llegaron a los Estados Unidos.

### Guerra del Golfo
En 1990 la 1.ª División  formó el núcleo de la fuerza enviada al suroeste de Asia, en respuesta a la invasión de Kuwait por Irak. Durante la Operación Escudo del Desierto, como parte de la I Fuerza Expedicionaria de Marines, se preparó para la defensa de Arabia Saudí de la amenaza iraquí. En 1991, la División pasó a la ofensiva con el resto de las Fuerzas de la Coalición en la Operación Tormenta del Desierto. En 100 horas de combate terrestre, la 1.ª División ayudó a liberar Kuwait, derrotando al ejército iraquí en el proceso.

### 1990
Inmediatamente después del conflicto del golfo Pérsico, la División envió unidades para ayudar en los esfuerzos de socorro después de un tifón en Bangladés (Operaction Sea Angel) y la erupción del volcán Monte Pinatubo en Filipinas (Operación Vigil Fiery). El 5 de diciembre de 1992, son enviados a Somalia dentro de la operación Unified Task Force. La operación se inició de madrugada con el desembarco de marines de la 15.ª Unidad Expedicionaria de Marines con el apoyo del 2.º Batallón del 9.º Regimiento de Marines. Más de 15 000 t de alimentos fueron distribuidas con éxito. La fase final de la operación consistía en la transición a una fuerza de mantenimiento de la paz  a cargo de las Naciones Unidas. La participación de los marines en la Operación Restaurar la Esperanza terminó oficialmente el 27 de abril de 1993, cuando su zona de reparto de ayuda humanitaria en Mogadiscio fue entregada al ejército pakistaní.

### Guerra de Irak

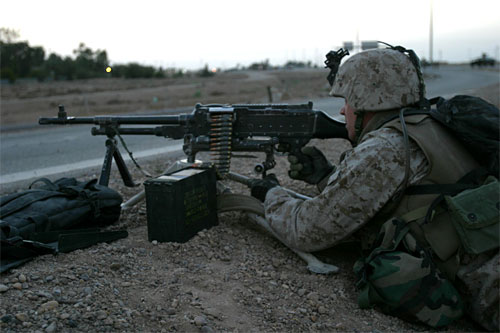
Marine vigilando la carretera número 1, en las afueras de Faluya

La 1.ª División, bajo el mando del mayor general James Mattis, fue una de las dos principales fuerzas terrestres de EE. UU. que participaron en la invasión de Irak de 2003. La división fue el componente terrestre de la I Fuerza Expedicionaria de Marines (I MEF). Antes de la guerra, en diciembre de 2002, el mayor general James Mattis dijo: El Presidente, la Autoridad del Comando Nacional y el pueblo estadounidense necesitan velocidad. Cuanto antes acabemos mejor. Nuestro principio general será el de la velocidad, la velocidad, la velocidad. Al principio, la división luchó en los campos petrolíferos de Rumaila, amagó un ataque hacia Basora, luego se trasladó hacia el norte por la Autopista 1 a Nasiriya, ciudad dominada por los chiitas, de importancia estratégica como cruce de carreteras principales y por su proximidad a las inmediaciones del aeródromo Talil. A continuación, se abrieron camino a Bagdad, y contribuyeron a asegurar Tikrit, mediante la formación de la Task Force Tripoli después de la caída de Bagdad. La división recorrería 808 kilómetros en 17 días de combate sostenido, la operación terrestre de penetración más profunda  en la historia del Cuerpo de Marines. Después de la invasión la división se encargó de llevar a cabo operaciones de seguridad y de estabilización en Bagdad, Tikrit, y desde mayo a octubre de 2003 en el sur-centro de Irak. Por las acciones durante la guerra como parte de la I Fuerza Expedicionaria de Marines la división se adjudicó su 9.ª Presidential Unit Citation.
La división se desplegó de nuevo en Irak en febrero de 2004 y tomó el control de la provincia del Al Anbar, en el oeste de Irak. Ellos fueron la unidad principal en la primera y segunda batalla de Faluya en 2004. Entre febrero y marzo de 2005, la 1.ª División fue relevada por la 2.ª División de Marines, siendo este relevo, el de mayor envergadura que se produce en la historia del Cuerpo de Marines. A principios de 2006, la división regresó de nuevo a Irak como grupo de combate de la I Fuerza Expedicionaria de Marines en la provincia de Al Anbar.

### Guerra de Afganistán
Desde 2008, batallones de la 1.ª División han sido desplegados regularmente en Afganistán. El cuartel general de la división y el personal fueron enviados en marzo de 2010 para tomar el mando de todas las fuerzas de los marines, en la provincia de Helmand, que operan en apoyo de Operación Libertad Duradera, la duración de este despliegue es de un año.

## Condecoraciones
Citaciones de unidad concedidas en acción a la 1.ª División.
- 8 Presidential Unit Citation

 con una estrella de servicio de plata  y tres de bronce  
- Joint Meritorious Unit Award

- 2 Navy Unit Commendation

 con una estrella de servicio de bronce 
- Mexican Service Medal

- Dominican Campaign Medal

- 2 Haitian Campaign Medal

  con una estrella de servicio de bronce 
- Marine Corps Expeditionary Medal

- 2 World War I Victory Medal (United States)

 con una estrella de servicio de bronce 
- American Defense Service Medal

 con una estrella de servicio de bronce 
- 6 Asiatic-Pacific Campaign Medal

 con una estrella de servicio de plata  y una de bronce 
- Medalla de Victoria Segunda Guerra Mundial

- Medalla de Servicio de Ocupación de la Armada

   con el broche de medalla ASIA
- 2 China Service Medal

 con una estrella de servicio de bronce  
- 3 Medalla de Servicio en la Defensa Nacional

 con tres estrellas de servicio bronce  
- 2 Medalla del Servicio en Corea

 con dos estrellas de servicio bronce 
- Medalla de las Fuerzas Armadas Expedicionarias

- 13 Vietnam Service Medal

 con dos estrellas de servicio de plata   y tres de bronce   
- 2 Southwest Asia Service Medal

 con dos estrellas de servicio de bronce  
- Korea Presidential Unit Citation

- Vietnam Gallantry Cross

- Vietnam Civil Actions Medal

- Iraq Campaign Medal

- Global War on Terrorism Expeditionary Medal

- Global War on Terrorism Service Medal